# Novoselci (ort i Bosnien och Hercegovina)
Novoselci är en ort i Bosnien och Hercegovina.   Den ligger i entiteten Republika Srpska, i den nordvästra delen av landet, 190 km nordväst om huvudstaden Sarajevo. Novoselci ligger 187 meter över havet och antalet invånare är 191.
Terrängen runt Novoselci är platt åt nordväst, men åt sydost är den kuperad. Närmaste större samhälle är Bosanska Dubica, 2,7 km nordost om Novoselci. 
Omgivningarna runt Novoselci är en mosaik av jordbruksmark och naturlig växtlighet. Runt Novoselci är det ganska tätbefolkat, med 67 invånare per kvadratkilometer.